# Kai Kauffmann
Kai Kauffmann (geb. 1. September 1961 in Darmstadt) ist ein deutscher Germanist, Literaturwissenschaftler und Hochschullehrer.

## Leben
Kai Kauffmann ist der Sohn von Thomas Kauffmann und Ulrike Mehmel, Enkel von Fritz Alexander Kauffmann und Alfred Mehmel. 1980 legte er das Abitur am Schillergymnasium Münster ab, leistete 1980/81 Zivildienst an einer Schwerbehindertenschule in Bochum-Langendreer und studierte von 1982 bis 1989 Germanistik, Philosophie und Politikwissenschaften an den Universitäten Tübingen, Paris-Nanterre und Freiburg. Nach dem Ersten Staatsexamen (1988) sowie dem Magister (1989) begann er ein Promotionsstudium an der Universität Konstanz, welches er 1993 an der TU Berlin abschloss. 2002 habilitierte sich Kauffmann an der TU Berlin, wo er zum Privatdozenten für Neuere Deutsche Philologie ernannt wurde. 
Nach Vertretungsprofessur und Lehrauftrag an der Universität Hildesheim erfolgte im Jahr 2005 die Berufung zum Professor für Germanistische Literaturwissenschaft an der Universität Bielefeld. Seit 2007 ist er zudem assoziierter Professor an der Universität Luxemburg.
Seine Forschung betrifft die deutschsprachige Literatur vom 18. Jahrhundert bis zur Gegenwart sowie literaturtheoretische Fragestellungen. 
Kauffmann ist verheiratet und Vater von zwei Söhnen.

## Veröffentlichungen (Auswahl)

### Als Autor
- „Es ist nur ein Wien!“. Stadtbeschreibungen von Wien 1700–1873. Geschichte eines literarischen Genres der Wiener Publizistik. Zugl. Dissertation, Böhlau, Wien/Köln/Weimar 1994, ISBN 3-205-98219-3.
- Rudolf Borchardt und der ›Untergang der deutschen Nation‹. Selbstinszenierung und Geschichtskonstruktion im essayistischen Werk. Zugl. Habilitationsschrift. Niemeyer, Tübingen 2003, ISBN 978-3-484-18169-4.
- mit Klaus-Michael Bogdal, Georg Mein: BA-Studium Germanistik. Ein Lehrbuch. Rowohlt Verlag, Reinbek bei Hamburg 2008, ISBN 978-3-499-55682-1.
- Wielands „Peregrinus Proteus“ – Ein Transzendentalroman der Goethezeit? In: Walter Erhart (Hrsg.): Wissen – Erzählen Tradition: Wielands Spätwerk. De Gruyter, Berlin/New York 2010, ISBN 978-3-11-024036-8.
- mit Matthias Buschmeier: Einführung in die Literatur des Sturm und Drang und der Weimarer Klassik. Verlag Wissenschaftliche Buchgesellschaft, Darmstadt 2013, ISBN 978-3-534-18939-7.
- Ohne Ende? Zur Geschichte der deutschen Gegenwartsliteratur. In: Kai Kauffmann, Matthias Buschmeier, Walter Erhart (Hrsg.):  Literaturgeschichte. Theorien – Probleme – Praktiken. De Gruyter, Berlin/New York 2014, ISBN 978-3-11-028723-3, S. 357–376.
- Stefan George. Eine Biographie, Wallstein Verlag, Göttingen 2014, ISBN 978-3-8353-1389-7.
- Klopstock! Eine Biographie. Wallstein Verlag, Göttingen 2024, ISBN 978-3-8353-5569-9.

### Als Herausgeber
- Gottfried Keller: Gedichte. Deutscher Klassiker Verlag, Frankfurt am Main 1995, ISBN 3-618-60910-8.
- mit Erhart Schütz: Die lange Geschichte der Kleinen Form. Beiträge zur Feuilletonforschung. Weidler Verlag, Berlin 2000, ISBN 3-89693-140-7.
- Das wilde Fleisch der Zeit. Rudolf Borchardts Kulturgeschichtsschreibung. Klett-Cotta, Stuttgart 2004, ISBN 3-608-93357-3.
- mit Eva Geulen, Georg Mein: Hannah Arendt und Giorgio Agamben. Parallelen, Perspektiven, Kontroversen. Wilhelm Fink Verlag, München 2008, ISBN 978-3-7705-4529-2
- mit Matthias Buschmeier: Sturm und Drang: Epoche – Autoren – Werke. Wissenschaftliche Buchgesellschaft, Darmstadt 2013, ISBN 978-3-534-24942-8.
- mit Matthias Buschmeier, Walter Erhart: Literaturgeschichte. Theorien – Probleme – Praktiken. De Gruyter, Berlin/New York 2014, ISBN 978-3-11-028723-3.
- mit Matthias Buschmeier: August Wilhelm Schlegel und die Philologie. Erich Schmidt Verlag, Berlin 2018, ISBN 978-3-503-18228-2.
- Fritz Alexander Kauffmann: Leonhard. Chronik einer Kindheit. Wallstein Verlag, Göttingen 2018, ISBN 978-3-8353-1665-2.
- mit Cornelia Ortlieb: George-Jahrbuch. Band 13 (2020/21), De Gruyter, Berlin/New York 2020, ISBN  978-3-11-068761-3.
- mit Cornelia Ortlieb: George-Jahrbuch. Band 14 (2022/23), De Gruyter, Berlin/Boston 2023, ISBN 978-3-11-077432-0.